# Gangstar: Miami Vindication
Gangstar: Miami Vindication est un jeu vidéo de type GTA-like sorti en 2010 pour Java ME, iOS, Android et développé par Gameloft. Sorti en septembre 2010, il s'agit du cinquième épisode de la série Gangstar.

## Accueil
- IGN : 7,5/10[1]
- Pocket Gamer : 4/5[2]